# Solidar Suisse
Solidar Suisse ist eine Schweizer Nonprofit-Organisation mit Sitz in Zürich. Sie hat auch eine Westschweizer Zweigstelle in Lausanne und einen Verein in Genf, Solidar Suisse Genève. Als NGO kämpft sie für globale Fairness und gegen extreme Ungleichheit. Sie setzt sich für menschenwürdige Arbeitsbedingungen, demokratische Mitbestimmung und soziale Gerechtigkeit ein.
Solidar Suisse ist die 2005 vom Schweizerischen Arbeiterhilfswerk (SAH) organisatorisch selbstständig gewordene Entwicklungsorganisation, die 2011 in Solidar Suisse umbenannt wurde.

## Geschichte

### Auslandsaktivitäten des SAH
Bereits der Vorgängerverein der Schweizer Arbeiterhilfe, die Proletarische Kinderhilfe, war nicht nur in der Schweiz tätig, sondern weitete seine Tätigkeiten auch ins benachbarte Ausland aus. 1936 wurde das Schweizerische Arbeiterhilfswerk vom Schweizerischen Gewerkschaftsbund und von der Sozialdemokratischen Partei gegründet. Ziel war es, die Folgen der Weltwirtschaftskrise zu mildern und Familien von Arbeitnehmern und Arbeitnehmerinnen in prekären Situationen im In- und Ausland zu unterstützen, unter anderem auch durch die Finanzierung von Ferienlagern.
Schon bald engagierte sich die Organisation in Spanien, um Kindern zu helfen, die Opfer des Spanischen Bürgerkriegs wurden. Während des Zweiten Weltkriegs verteilte das SAH Lebensmittelpakete in Flüchtlingslagern in ganz Europa und betreute über 2000 Flüchtlinge in der Schweiz. In der unmittelbaren Nachkriegszeit leistete das SAH unter anderem Nothilfe, soziale Unterstützung und eröffnete Kinderheime.
1949 stieg das SAH als eines der ersten Schweizer Hilfswerke in die internationale Entwicklungshilfe ein und war u. a. in Griechenland, Palästina/Israel und Jugoslawien und nach dem Algerienkrieg auch in Algerien und Tunesien tätig. 1951 war das SAH auch Gründungsmitglied des Internationalen Arbeiterhilfswerks IAH, das sich bereits 1995 in SOLIDAR umbenannte. Das SAH unterstützte politische Flüchtlinge vom Ungarischen Volksaufstand, Prager Frühling, im Biafra-Krieg und von der Griechischen Militärdiktatur. Ab den 1970er-Jahren engagierte sich das SAH in der Solidaritätsbewegung für Zentralamerika, unter anderem in Nicaragua. Auch in den 1980er- und 1990er-Jahren war das SAH in einer Vielzahl von Ländern aktiv. So setzte es sich beispielsweise in den 1980er-Jahren für die Verfolgten des Pinochet-Regimes in Chile ein und engagierte sich während der Jugoslawienkriege (1991–2001) in Bosnien und Kosovo, unter Beibehaltung seiner Aktivitäten zugunsten der Bevölkerung in der Schweiz.

### Als selbstständige Organisation
2005 wurde im Rahmen einer Neuorganisation die bisherige Auslandsabteilung des SAH zu einer selbstständigen Organisation, die zunächst jedoch weiterhin unter dem Namen Schweizer Arbeiterhilfswerk operierte. Auch nach der organisatorischen Abtrennung setzte die Organisation ihre bisherige internationale Entwicklungshilfe fort. So unterstützte Solidar nach den verheerenden Überschwemmungen in Pakistan (2010) die Opfer.
2011 erfolgte anlässlich des 75-jährigen Jubiläums des SAH die Umbenennung in Solidar Suisse, wodurch neben der organisatorischen nun auch die namentliche Trennung von den Schweizer SAH-Vereinen erfolgte. Der Name Solidar Suisse ist angelehnt an das gleichnamige internationale Netzwerk SOLIDAR. Nach dem Taifun Hayan (2013) auf den Philippinen leistete Solidar Suisse kurzfristige Nothilfe und engagierte sich über Jahre auch beim Wiederaufbau. Weiter leistete Solidar Suisse Nothilfe nach dem Erdbeben in Nepal im Jahr 2015, für die Rohingya-Flüchtlinge in Bangladesch im Jahr 2017, nach dem Erdbeben auf der Insel Sulawesi im Jahr 2018, nach der russischen Invasion in der Ukraine und den Überschwemmungen in Pakistan im Jahr 2022 und nach den Erdbeben in der Türkei und in Syrien im Jahr 2023.

## Tätigkeit
Die Organisation profitiert von den Unterstützungsgeldern der Direktion für Entwicklung und Zusammenarbeit (DEZA), der Glückskette, der Korporationsverbände der Kantone Waadt (FEDEVACO) und Genf (FGC) sowie zahlreicher Gemeinden, Institutionen und Stiftungen. Solidar Suisse verfügt über das ZEWO-Gütesiegel.
Die Organisation versteht sich als politisch linkes Hilfswerk: Gründer- und Trägerorganisationen sind die Sozialdemokratische Partei der Schweiz und der Schweizerische Gewerkschaftsbund. Solidar Suisse setzt viele seiner Programme im Auftrag der Direktion für Entwicklung und Zusammenarbeit der Schweizer Regierung um. Solidar Suisse ist zudem eine der Partnerorganisationen der Glückskette, einer Mitgliedsorganisation der Fédération genevoise de coopération und der Fédération vaudoise de coopération (FEDEVACO) und Mitglied des europäischen Solidar-Netzwerks, das über 50 sozialdemokratisch und gewerkschaftlich orientierte Hilfswerke umfasst. Darüber hinaus ist Solidar Suisse Mitglied der Klima-Allianz Schweiz, von Alliance Sud und der Koalition für Konzernverantwortung.
Global gesehen kämpft Solidar Suisse gegen extreme Ungleichheiten auf der ganzen Welt. Die Arbeitsschwerpunkte lauten wie folgt:

### Faire Arbeit
Solidar setzt sich für menschenrechtskonforme Arbeitsbedingungen ein. Gemeinsam mit regionalen Gewerkschaften und lokalen Organisationen kämpft die Organisation für menschenwürdige Löhne und Arbeitsbedingungen. Durch Rechtsberatung, Kommunikationsmittel und die Stärkung von Gewerkschaftsverbänden setzt sich Solidar dafür ein, dass Arbeitnehmerinnen und Arbeitnehmer mehr über ihre Rechte erfahren.

### Demokratie und Partizipation
Laut der Organisation kann Inklusion nicht ohne Demokratie stattfinden. Solidar Suisse fördert daher die effektive und inklusive Bürgerbeteiligung durch Schulungen, Informationsprogramme oder auch soziokulturelle Projekte durch lokale Organisationen, die Stärkung von demokratisch legitimierten Organisationen der Zivilgesellschaft. Zudem werden spezifische Projekte für Jugendliche, Frauen und Minderheiten durchgeführt.

### Soziale Gerechtigkeit
Solidar Suisse setzt sich für eine Welt ohne Diskriminierung ein, in der Chancengleichheit für alle unabhängig von ihrer Herkunft, ihrem Geschlecht oder ihrem sozioökonomischen Status herrscht. Eine Welt, in der ein gerechter Zugang zu Ressourcen und Chancen gewährleistet ist. In diesem Rahmen setzt sich Solidar Suisse für die Stärkung der Frauenrechte und die Bekämpfung der Gewalt gegen Frauen in mehreren Ländern ein. Die Organisation setzt sich auch gegen moderne Sklaverei und für Klimagerechtigkeit ein, indem sie die Umsetzung neuer landwirtschaftlicher Techniken durch Bevölkerungsgruppen unterstützt, die besonders stark vom Klimawandel betroffen sind.

### Humanitäre Hilfe
Mit humanitärer Hilfe strebt die Organisation eine sofortige und nachhaltige Verbesserung der Lebensbedingungen von Menschen an, die von Naturkatastrophen, Krisen oder Kriegen betroffen sind. Solidar Suisse führt in Partnerschaft mit lokal ansässigen Organisationen Programme zur Verteilung von Grundausstattung oder Bargeld, zur psychosozialen Unterstützung bei der Bewältigung von Traumata oder zum Wiederaufbau durch.

### Kampagnenarbeit
Um Armut zu überwinden, braucht es nach Ansicht des Verbandes ein Umdenken – auch in den reichen Industrienationen des Nordens. Mit Kampagnenarbeit macht Solidar Suisse in der Schweiz darauf aufmerksam, wie sich das westliche Konsumverhalten auf die Menschen in Entwicklungsländern auswirkt. Seit 2008 führt Solidar Suisse nationale Sensibilisierungskampagnen wie «Verantwortungsvolle öffentliche Beschaffung», «Für eine sozial verantwortliche FIFA und Weltmeisterschaften», «Fair Toys» zu Spielzeug aus Asien oder Kampagnen gegen den Black Friday durch (2021 und 2023). Ausserdem führt sie regelmässig (2011, 2013, 2016, 2019 und 2023) eine Bewertung der kommunalen Politik in den Bereichen Entwicklungszusammenarbeit und nachhaltige Beschaffung durch (Gemeinderating).

## Präsidenten von Solidar Suisse seit der Selbstständigkeit
Der erste Präsident der eigenständigen Organisation Solidar Suisse war der bisherige Präsident des gesamten SAH.
| Jahr          | Präsidenten (Trägerorganisation/Funktion)   |
| ------------- | ------------------------------------------- |
| bis 2005      | → siehe Schweizerisches Arbeiterhilfswerk   |
| 2005–2008     | Ruedi Winkler (2003–2005 Präsident des SAH) |
| 2008–2018     | Hans-Jürg Fehr (Nationalrat SP)             |
| ab 2018-heute | Carlo Sommaruga (Ständerat SP)              |

Im Jahr 2014 wurde der Verein Solidar Suisse Genève ins Leben gerufen. Der aktuelle Präsident ist Valery Bragar.

## Mitarbeiterinnen und Mitarbeiter
Der Hauptsitz von Solidar Suisse befindet sich in Zürich, die Zweigstelle in Lausanne. In jedem Land, in dem Solidarität aktiv ist, gibt es ein Koordinationsbüro, das von lokalen Fachleuten aus den Bereichen humanitäre Hilfe und Entwicklungszusammenarbeit geführt wird. In der Schweiz beschäftigt die NGO mehr als 45 Personen, im Ausland rund 135 Mitarbeiterinnen und Mitarbeiter, von denen die Mehrheit aus lokalem Personal besteht.

## Publikationen
Solidar Suisse gibt viermal jährlich das Magazin Solidarität heraus, das über ihre internationalen Projekte berichtet und allgemein Themen im Zusammenhang mit der Entwicklungszusammenarbeit behandelt.
Die NGO veröffentlicht zudem jedes Jahr einen Jahres- und Finanzbericht, die auf der offiziellen Website abrufbar sind.